# Tir amb arc als Jocs Olímpics d'estiu de 2012

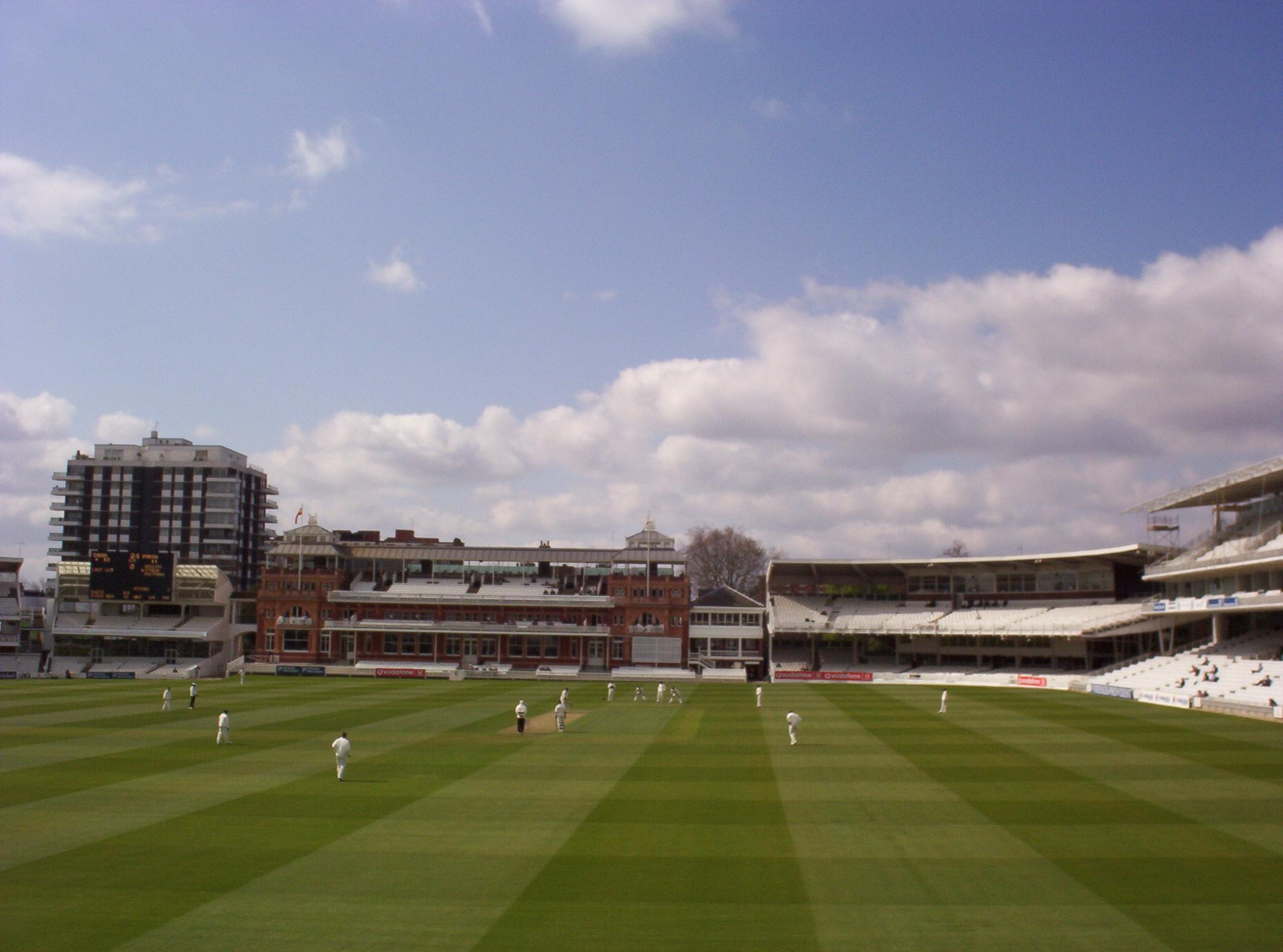
Lord's Cricket Ground

Als Jocs Olímpics d'Estiu de 2012 realitzats a la ciutat de Londres (Anglaterra, Regne Unit) es disputaren quatre proves de tir amb arc, dues en competció masculina i dues més en competició femenina, tant en proves individuals com en proves d'equip.
La competició tingué lloc entre els dies 27 de juliol i 3 d'agost al Lord's Cricket Ground, amb capacitat per a 6.500 persones.

## Programa
| Dia   | Data         | Inici | Fi    | Prova              | Fase                                         |
| ----- | ------------ | ----- | ----- | ------------------ | -------------------------------------------- |
| Dia 0 | divendres 27 | 9:00  | 15:00 | individual masculí | ronda de classificació                       |
| Dia 0 | divendres 27 | 9:00  | 15:00 | individual femení  | ronda de classificació                       |
| Dia 1 | 28 de juliol | 9:00  | 19:00 | Equips masculí     | Ronda eliminatòria/ronda de medalles         |
| Dia 2 | 29 de juliol | 9:00  | 19:00 | Equips femení      | Ronda eliminatòria/ronda de medalles         |
| Dia   | 30 de juliol | 9:00  | 17:40 | individual masculí | Eliminatòries 1/32 i 1/16                    |
| Dia   | 30 de juliol | 9:00  | 17:40 | individual femení  | Eliminatòries 1/32 i 1/16                    |
| Dia 4 | 31 de juliol | 9:00  | 17:40 | individual masculí | Eliminatòries 1/32 i 1/16                    |
| Dia 4 | 31 de juliol | 9:00  | 17:40 | individual femení  | Eliminatòries 1/32 i 1/16                    |
| Dia 5 | 1 d'agost    | 9:00  | 19:00 | individual masculí | Eliminatòries 1/32 i 1/16                    |
| Dia 5 | 1 d'agost    | 9:00  | 19:00 | individual femení  | Eliminatòries 1/32 i 1/16                    |
| Dia 6 | 2 d'agost    | 9:00  | 16:20 | individual femení  | Quarts de final/semifinals/ronda de medalles |
| Dia 7 | 3 d'agost    | 9:00  | 16:20 | individual masculí | Quarts de final/semifinals/ronda de medalles |

## Resum de medalles

### Categoria masculina
| Prova                      | Or                                                        | Argent                                                   | Bronze                                                 |
| Individual masculí detalls | Oh Jin-Hyek (KOR)                                         | Takaharu Furukawa (JPN)                                  | Dai Xiaoxiang (CHN)                                    |
| Equips detalls             | Itàlia Michele Frangilli · Marco Galiazzo · Mauro Nespoli | Estats Units Brady Ellison · Jake Kaminski · Jacob Wukie | Corea del Sud Im Dong-Hyun · Kim Bub-Min · Oh Jin-Hyek |

### Categoria femenina
| Prova                     | Or                                                    | Argent                                             | Bronze                                          |
| Individual femení detalls | Ki Bo-Bae (KOR)                                       | Aída Román (MEX)                                   | Mariana Avitia (MEX)                            |
| Equips detalls            | Corea del Sud Lee Sung-Jin · Ki Bo-Bae · Choi Hyeonju | R.P. de la Xina Fang Yuting · Cheng Ming · Xu Jing | Japó Kaori Kawanaka · Ren Hayakawa · Miki Kanie |

## Medaller

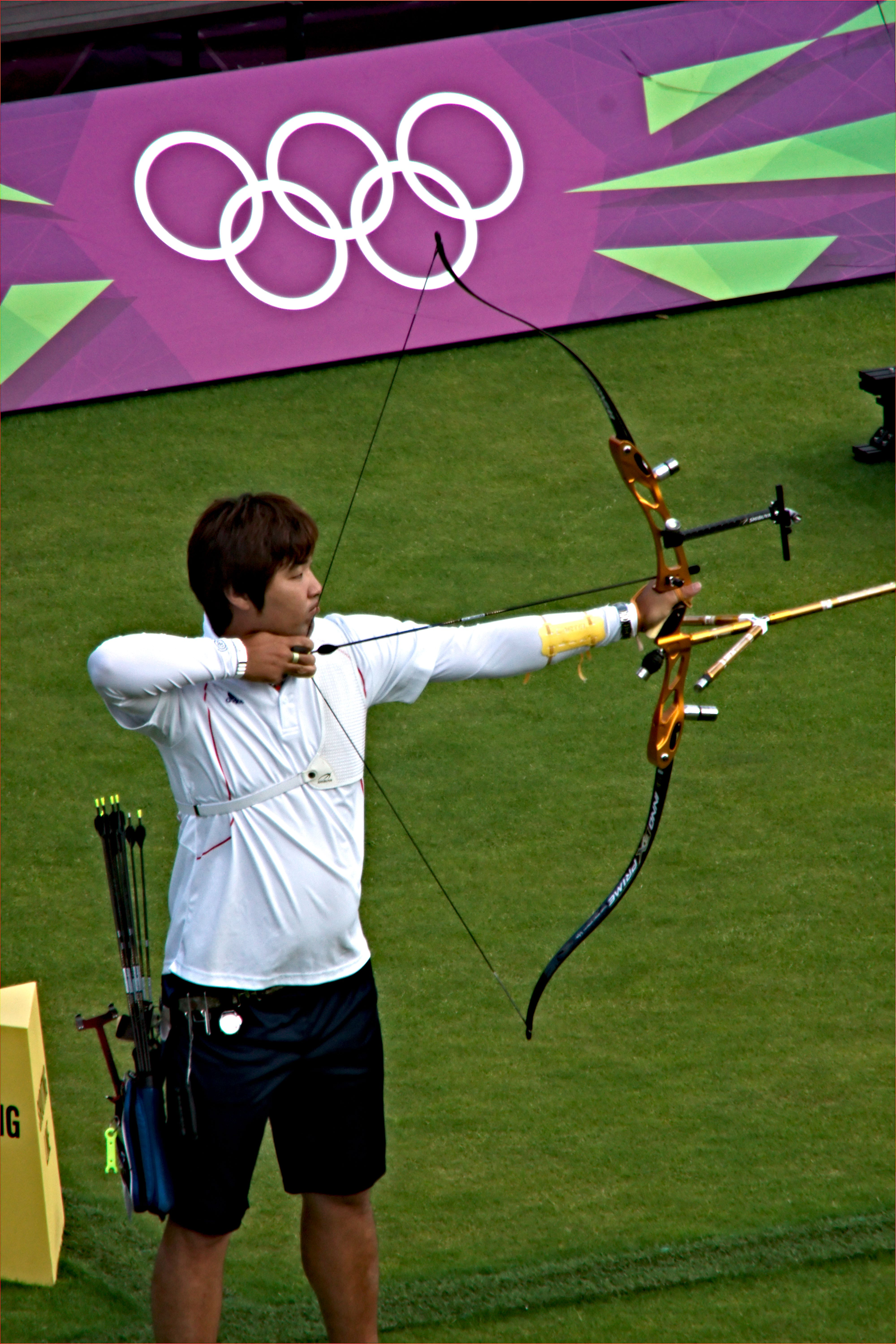
Competició masculina

| Posició | País            | Or | Plata | Bronze | Total |
| 1       | Corea del Sud   | 3  | 0     | 1      | 4     |
| 2       | Itàlia          | 1  | 0     | 0      | 1     |
| 3       | R.P. de la Xina | 0  | 1     | 1      | 2     |
| 3       | Japó            | 0  | 1     | 1      | 2     |
| 3       | Mèxic           | 0  | 1     | 1      | 2     |
| 6       | Estats Units    | 0  | 1     | 0      | 1     |
| Total   | Total           | 4  | 4     | 4      | 12    |